# Jacob Vouza
Jacob Charles Vouza GM, KBE (ur. 1900, zm. 15 marca 1984) – funkcjonariusz tubylczej policji Brytyjskiego Protektoratu Wysp Salomona, który w znaczący sposób przyczynił się do zwycięstwa żołnierzy United States Marine Corps w walkach o Guadalcanal podczas II wojny światowej.

## Antebellum
Vouza urodził się w wiosce Tasimboko na wyspie Guadalcanal w archipelagu Wysp Salomona, gdzie − w miejscowej szkółce misyjnej − pobierał naukę. W roku 1916 wstąpił do tubylczej formacji policyjnej protektoratu i w roku 1941, po 25 latach służby, odszedł − w stopniu sierżanta majora − na emeryturę.

## II wojna światowa
Pod koniec czerwca 1942 roku wojska japońskie dokonały inwazji na Guadalcanal. Vouza natychmiast wrócił do czynnej służby, działając ochotniczo w formacji Coastwatchers, którą na Guadalcanalu dowodził major Martin Clemens, uprzednio przedstawiciel władz brytyjskiego protektoratu. Przydatność Vouzy jako zwiadowcy została w pełni wykorzystana po 7 sierpnia 1942 roku, kiedy to na wyspie wylądowały pododdziały 1 Dywizji Marines. Tego samego dnia Vouza uratował pilota z lotniskowca USS „Wasp”, którego samolot został zestrzelony nad terytorium okupowanym przez Japończyków. Przeprowadził bezpiecznie pilota do amerykańskich posterunków, po raz pierwszy stykając się z żołnierzami Korpusu.
Od tej chwili Vouza pełnił rolę wywiadowcy na tyłach wroga. 20 sierpnia, podczas jednej z takich misji, został ujęty przez żołnierzy płk. Ichikiego, dowodzącego batalionem japońskiego 28 Regimentu Piechoty. Japończycy, którzy znaleźli w przepasce biodrowej Vouzy miniaturę amerykańskiej flagi, przywiązali go do drzewa i zaczęli torturować, by wydobyć zeń informacje na temat dyslokacji wojsk alianckich. Vouza − mimo kilkugodzinnego przesłuchania − nie powiedział nic, został więc pchnięty bagnetami w ramiona, korpus i twarz, po czym zostawiony na śmierć.
Gdy Japończycy odeszli zdołał przegryźć krępujące go więzy i − mimo ran − pokonać wiele mil gęstej dżungli, by dotrzeć do pozycji amerykańskich. Tam, zanim jeszcze zajął się nim chirurg, ppłk Stanley Radzyminski, zdążył ostrzec ppłk. Pollocka, którego 2. batalion 1 Pułku Marines zajmował pozycje u ujścia rzeki Ilu (Tenaru), że około 500−900 Japończyków może uderzyć w każdej chwili. To ostrzeżenia dało marines 10 bezcennych minut, w którym to czasie zdołali przygotować się do obrony. Bitwa, jaka wówczas została stoczona, zakończyła się spektakularnym zwycięstwem Amerykanów.
Po transfuzji krwi i spędzeniu 12 dni w szpitalu Vouza wrócił do służby jako naczelny zwiadowca marines. M. in. towarzyszył ppłk. Evansowi Carlsonowi i jego batalionowi uderzeniowemu w 30-dniowym wypadzie na głębokie tyły nieprzyjaciela.

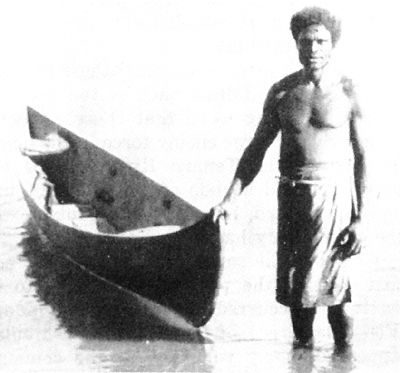
Vouza w sierpniu 1942 roku

## Nagrody i odznaczenia
Sierżant Vouza otrzymał wysokie odznaczenia za służbę w czasie II wojny światowej. Srebrną Gwiazdę za odwagę w obliczu nieprzyjaciela i niewydanie tajemnic mimo tortur wręczył mu osobiście Major General Alexander Vandegrift, dowódca 1 Dywizji Marines. Otrzymał także Legię Zasługi za nienaganną służbę w 2 Batalionie Uderzeniowym w okresie od listopada do grudnia 1942 roku, a ponadto otrzymał honorowy stopień Sierżanta Majora Korpusu Marines. Rząd brytyjski, za odwagę i poświęcenie w służbie, odznaczył go Medalem Jerzego (GM) i Police Long Service Medal, a w roku 1957 otrzymał Order Imperium Brytyjskiego (MBE) za swą długą i wierną służbę. W 1979 roku (wraz z przyznaniem KBE) został uszlachcony przez królową brytyjską Elżbietę II.

## Postbellum
Po zakończeniu wojny Vouza nadal służył swemu krajowi. W roku 1949 został naczelnikiem okręgu, a w latach 1952–1958 zasiadał − jako przewodniczący − w Radzie Wyspy Guadalcanal. Od 1950 do 1960 roku był członkiem Rady Konsultacyjnej Brytyjskiego Protektoratu Wysp Salomona.
W Korpusie Marines miał wielu przyjaciół, którzy często odwiedzali go na Guadalcanalu. W roku 1968 Vouza odwiedził Stany Zjednoczone jako honorowy gość Stowarzyszenia Weteranów 1 Dywizji Marines. Do końca życia nosił bluzę mundurową Korpusu Marines i w niej też został złożony do grobu.
Jego pomnik stoi naprzeciw głównej kwatery policji w Honiarze, stolicy Wysp Salomona.